# Lilia

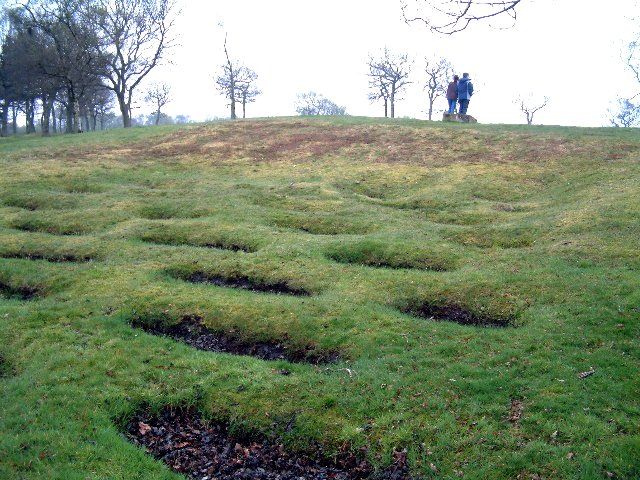
Lilia em frente ao Castelo Rough na Muralha de Antonino, no centro da Escócia.

Lilia (plural latino, que quer dizer "lírios" em inglês; singular, lilium) são armadilhas de cova colocadas em um padrão de quincunce abertos pelos exércitos romanos na frente de suas defesas. constantemente, eles tinham estacas afiadas colocadas dentro deles como um empecilho adicional para os atacantes. 
Foram descobertas várias armadilhas deste tipo em frente à Muralha de Adriano na Inglaterra e à Muralha de Antonino na Escócia. 